# فرانك فورد (سياسي)
فرانك فورد هو دبلوماسي وسياسي أسترالي، ولد في 18 يوليو 1890 في Mitchell, Queensland ‏ في أستراليا، وتوفي في 28 يناير 1983 في بريزبان في أستراليا. نشط حزبياً في حزب العمال الأسترالي. ولد فورد في ميتشل، كوينزلاند، لأبوين إيرلنديين مهاجرين. استقر في نهاية المطاف في روكهامبتون، وكان مدرسًا وعامل برقيات قبل دخوله السياسة. بعد أن انضم إلى إيه إل بّي في سن مبكرة، انتُخب فورد لعضوية الجمعية التشريعية لولاية كوينزلاند في عام 1917، وعمره 26 عامًا. انتقل إلى مجلس النواب في الانتخابات الفيدرالية عام 1922، وفاز بتقسيم كابريكورجيا. كان فورد وزيرًا مساعدًا ووزيرًا في حكومة سكولين من عام 1929 إلى عام 1932، وكان مسؤولًا إلى حد كبير عن سياسة التعريفة الجمركية الحكومية. دخل مجلس الوزراء عام 1931 كوزير للتجارة والجمارك.
بعد هزيمة حزب العمال الكاسحة في انتخابات عام 1931، انتُخب فورد نائبًا للزعيم بدلًا من تيد تيودور. كان من المتوقع أن يصبح زعيم الحزب بعد تقاعد سكولين في عام 1935 لكنه خسر أمام جون كيرتن بفارق صوت واحد. عاد إلى مجلس الوزراء في عام 1941 كوزير للجيش في حكومة كيرتن، وباعتباره نائبًا فعليًا لرئيس الوزراء كان واحدًا من أبرز الشخصيات الحكومية. توفي جون كيرتن عندما كان ما يزال يشغل منصبه عام 1945، عُين فورد رئيسًا للوزراء للخدمة بينما انتخب حزب العمال زعيمًا جديدًا. طعن في اقتراع القيادة ضد بن تشيفلي ونورمان ماكين، لكن تشيفلي خرج منتصرًا.
استمر فورد في شغل منصب نائب القائد ووزير الجيش في حكومة تشيفلي، لكنه خسر مقعده في انتخابات عام 1946. ثم شغل منصب المفوض السامي لكندا من عام 1947 إلى عام 1953. وحاول فورد العودة إلى البرلمان الفيدرالي في عام 1954، لكنه لم ينجح. فاز في انتخابات الدولة الفرعية في ولاية كوينزلاند في العام التالي. كان رئيس الوزراء السابق الوحيد الذي دخل برلمان الولاية، وخدم لفترة ولاية واحدة فقط قبل هزيمته مرة أخرى. توفي فورد عن عمر يناهز 92 عامًا، وحصل على جنازة رسمية. كان غوف وايتلام رئيس الوزراء الوحيد الذي عاش حتى سن أكبر.

## النشأة
وُلِد فورد في ميتشل، كوينزلاند، في 18 يوليو عام 1890. كان الابن الثاني من بين ستة أطفال ولدوا لإلين (الاسم قبل الزواج كويرك) وجون فورد. كان والديه من المهاجرين الأيرلنديين. ولد والده في باليناجليرا، مقاطعة ليتريم، بينما كانت والدته من مقاطعة تيبيراري. كان والده يعمل راعيًا للماشية وقت ولادته، وعمل لاحقًا مشرفًا على السكك الحديدية. بدأ فورد تعليمه في مدرسة حكومية محلية ثم انتقل إلى جامعة سانت ماري في توومبا. أصبح معلمًا مدرسيًا من خلال نظام المراقبة، ولكن في سن العشرين انضم إلى كوينزلاند للسكك الحديدية ليعمل كاتبًا في قسم التلغراف. انتقل لاحقًا إلى بريزبان ليعمل عامل برقيات في قسم الإدارة العامة لمدير مكتب البريد، ودرس في نفس الوقت الهندسة الكهربائية. في عام 1914، نُقل فورد إلى روكهامبتون. كان منخرطًا مع رابطة المواطنين الأستراليين، واتحاد العمال الأسترالي، والمنظمة السياسية لعمال روكهامبتون، وساعد في حملة التصويت «بلا» في استفتاءات التجنيد الإجباري لعامي 1916 و1917.

## المشاركة السياسية المبكرة
انضم فورد إلى حزب العمال في عام 1915، بناءً على طلب من عضو البرلمان جيمس لاركومب، الذي أصبح مرشده. في عام 1917، عندما كان يبلغ من العمر 26 عامًا، فاز في انتخابات فرعية لمقعد روكهامبتون في الجمعية التشريعية لولاية كوينزلاند. لكن ألغاها جون أدامسون، الذي استقال من حزب العمال في أعقاب انقسام الحزب عام 1916 وسعى دون جدوى إلى ترشيح الحزب القومي لمجلس الشيوخ. أُعيد انتخاب فورد لعضوية روكهامبتون في انتخابات الولاية لعامي 1918 و1920. كان مؤيدًا لحركة فصل كوينزلاند المركزية، وهي واحدة من العديد من حركات الدولة الجديدة النشطة في ذلك الوقت.
في عام 1921، أصدرت حكومة ولاية تيد ثيودور العمالية تشريعات مثيرة للجدل سمحت لأعضاء البرلمان في الولاية بالترشح للبرلمان الفيدرالي والعودة تلقائيًا إلى مقاعدهم في برلمان الولاية إذا خسروا، دون الاضطرار إلى الترشح لانتخابات فرعية. أُبلغ على نطاق واسع أن فورد كان ينوي أن يكون المستفيد من التشريع الجديد. ومع ذلك، استجابت الحكومة القومية الفيدرالية بتعديل قانون انتخابات الكومنولث لعام 1918 لإلغاء قانون الولاية. في أكتوبر 1922، استقال فورد من برلمان الولاية للترشح لانتخابات ولاية كابريكورنيا في الانتخابات الفيدرالية لعام 1922. كان ناجحًا، حيث هزم القومي شاغل المنصب والمنشق عن حزب العمال ويليام هيغز. تسببت غزوة فورد الناجحة في السياسة الفيدرالية إلى إجراء انتخابات فرعية عام 1923 لمقعد روكهامبتون. اعترض جورج فاريل من حزب العمال والذي عمل على حملة فورد الفيدرالية على الانتخابات الفرعية الحامية التي حصلت.
شغل فورد مقعده في مجلس النواب عن عمر يناهز 32 عامًا، ليصبح واحدًا من أصغر أعضاء البرلمان الجديد. وسرعان ما اشتهر بأنه بطل صناعة السكر والقطن. على الرغم من هيمنة الحزب على سياسات الولاية، كان نائب البرلمان من الحزب العمالي الوحيد في كوينزلاند الذي أعيد انتخابه في الانتخابات الفيدرالية لعام 1925. بقي الشخص الوحيد في التجمع الانتخابي لإيه إل بّي من كوينزلاند حتى أغسطس 1928، عندما عُين جون ماكدونالد في منصب شاغر طارئ في مجلس الشيوخ. في عام 1927، عُين فورد كممثل لحزب العمال في اللجنة الملكية لصناعة الصور المتحركة. سافر هو والمفوضون الآخرون في جميع أنحاء أستراليا لإجراء مقابلات مع 250 شاهدًا.

## مناصب
- انتخب سفير.
- انتخب عضو المجلس التشريعي لولاية كوينزلاند ‏ عن دائرة Electoral district of Flinders (Queensland) [الإنجليزية]‏ (12 مارس 1955 – 3 أغسطس 1957).
- انتخب عضو المجلس التشريعي لولاية كوينزلاند ‏ عن دائرة Electoral district of Rockhampton [الإنجليزية]‏ (12 مايو 1917 – 5 أكتوبر 1922).
- انتخب عضو مجلس النواب الأسترالي ‏ عن دائرة Division of Capricornia [الإنجليزية]‏ (16 ديسمبر 1922 – 28 سبتمبر 1946).
- انتخب رئيس وزراء أستراليا (6 يوليو 1945 – 13 يوليو 1945).